# Calling Elvis
Calling Elvis je skladba britské rockové skupiny Dire Straits, která se objevila na jejich posledním albu On Every Street z roku 1991. Následně se také objevila na jejich koncertním albu On the Night a na kompilačním albu The Best of Dire Straits & Mark Knopfler: Private Investigations.
Píseň je o fanouškovi, který věří, že Elvis Presley stále žije a snaží se mu dovolat. V písni jsou odkazy na několik Elvisových písní, např. na Heartbreak Hotel.